# Uru (São Paulo)
Uru é um município brasileiro do estado de São Paulo.

## História
Paschoal Flamino, um colono de café há muito tempo, adquiriu em 1910 uma propriedade no município de Pirajuí, dedicando-se ao cultivo de café. Em 1919 mudou-se para a localidade onde hoje se encontra o município de Uru, adquirindo uma fazenda de aproximadamente 180 hectares de terras inexploradas que foram transformadas para dar continuidade à lavoura cafeeira, e em seguida, a uma vila. Em 1923, Flamino dividiu 15 hectares de suas terras em lotes e as vendeu para colonos, dentre eles o Sr. Francisco Telles. A partir disso, foi fundado, em 13 de junho de 1934, o empreendimento Santo Antônio de Uru. Em 30 de dezembro 1953, o então governador de São Paulo, Lucas Nogueira Garcez, promulgou a Lei nº 2456, emancipando Uru do município de Pirajuí.

## Geografia
Localiza-se a uma latitude 21º47'02" sul e a uma longitude 49º16'51" oeste, estando a uma altitude de 427 metros. Sua população, conforme estimativas do IBGE de 2018, era de 1 177 habitantes. Possui uma área de 148,96 km².

## Infraestrutura

### Comunicações
O sistema de telefones automáticos foi inaugurado na cidade em 1985 pela Telecomunicações de São Paulo (TELESP), que também implantou o sistema de discagem direta à distância (DDD) em 1989 com o código de área (0142). Anteriormente a cidade era atendida pela Companhia de Telecomunicações do Estado de São Paulo (COTESP).
Na década de 90 o código DDD da cidade foi alterado para (014), para padronização do sistema telefônico com a telefonia celular que estava sendo implantada em todo o estado.

## Religião
O Cristianismo se faz presente na cidade da seguinte forma:

### Igreja Católica
- A igreja faz parte da Diocese de Lins.[10]

### Igrejas Evangélicas
Entre as igrejas protestantes históricas, pentecostais e neopentecostais, encontram-se na cidade:
- Assembleia de Deus Ministério do Belém.[12][13]
- Congregação Cristã no Brasil.[14]